# Готская программа

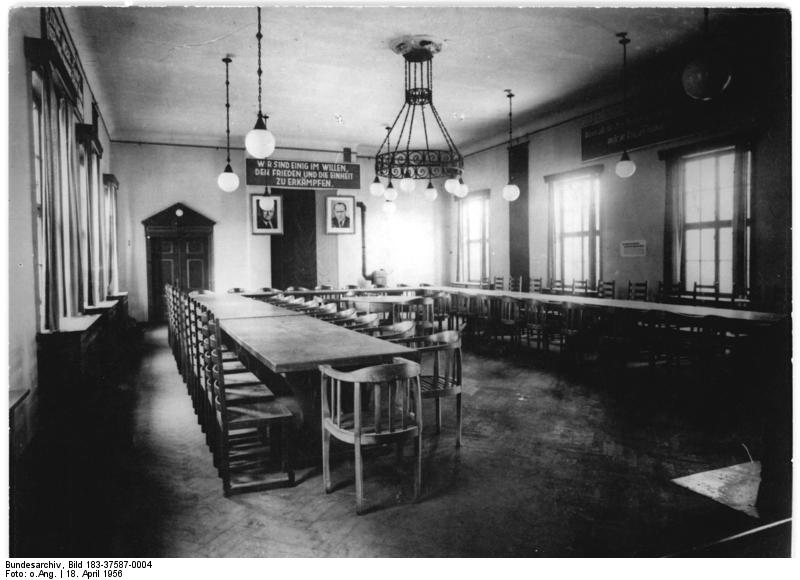
Место съезда, где была принята Готская программа (Тиволи, Гота, 1875 г.)

Готская программа (нем. Gothaer Programm) — программа немецких социал-демократов, принятая в городе Гота на партийном съезде, проходившем с 22 по 27 мая 1875 г., где Социал-демократическая рабочая партия Германии (эйзенахцы) и Всеобщий германский рабочий союз (лассальянцы) объединились в Социалистическую рабочую партию Германии (в 1890 г. она станет Социал-демократической партией Германии).
Идеи программы подверг критике Карл Маркс. В своей работе «Критика Готской программы» (нем. Kritik des Gothaer Programms) он, прежде всего, раскритиковал содержание лассальянской идеи построения социализма, которая и стала основой Готской программы. Схожие претензии содержатся и в письме Фридриха Энгельса к Августу Бебелю от 18-28 марта 1875 года (на стадии подготовки программы). Впрочем, они воздерживались от публичного её осуждения, и «Критика Готской программы» была опубликована Энгельсом только после смерти Маркса, накануне Эрфуртского съезда СДПГ (1891).
В 1891 году Готская была заменена Эрфуртской программой.